# Arnošt Veselý
Arnošt Veselý (* 1975) je český pedagog a sociolog působící na Fakultě sociálních věd Univerzity Karlovy. Od roku 2001 působí jako výzkumný pracovník Centra pro sociální a ekonomické strategie (CESES) FSV UK a v roce 2018 se stal jeho vedoucím. Mimo jiné, od roku 2022 zastává na fakultě také funkci proděkana pro vědu a výzkum. Mezi jeho odborné zaměření patří analýza a tvorba veřejné politiky (policy analysis), sociologie vzdělání, vzdělávací politika, obecná metodologie sociálních věd, metodologie vymezení problémů v rámci veřejné politiky, a též lidský a sociální kapitál.
Veselý se účastnil celé řady projektů. Mimo jiné byl například hlavním řešitelem projektu Analytici politiky v ústřední státní správě České republiky: praktiky, profesní hodnoty a identita nebo projektu Využití výsledků sociálně-vědního výzkumu při analytické činnosti vstupující do rozhodování a strategického řízení veřejné správy. Kromě vědeckých projektů se podílel na celé řadě prakticky orientovaných projektů, například na přípravě Strategie vzdělávací politiky České republiky do roku 2020 a na vyhodnocení její realizace.

## Vzdělání
Arnošt Veselý absolvoval do roku 1999 své bakalářské a magisterské studium na Fakultě sociálních věd Univerzity Karlovy. Vystudoval obor veřejná a sociální politika, ve kterém v roce 2010 získal docenturu. V roce 2016 mu byl udělen titul profesora v totožném oboru.

## Profesní kariéra
Již od roku 2001 je výzkumným pracovníkem Centra pro sociální a ekonomické strategie (CESES). V roce 2005 se stal taky akademickým pracovníkem na Katedře veřejné a sociální politiky FSV UK, kde v současnosti vyučuje předměty týkající se veřejné politiky, veřejného sektoru a veřejné správy. Navíc v letech 2006–2008 pracoval v Sociologickém ústavu Akademie věd České republiky v oddělení sociologie vzdělání a stratifikace. V letech 2009–2014 byl zástupcem FSV UK v Radě vysokých škol, dále zastával v letech 2009–2018 posty zástupce ředitele Institutu sociologických studií a vedoucího Katedry veřejné a sociální politiky na FSV UK. V letech 2017-2020 působil také jako vedoucí výzkumný pracovník České školní inspekce, kde se podílel na projektu Komplexní systém hodnocení. V roce 2018 se stal vedoucím Centra pro sociální a ekonomické strategie a byl jmenován členem Vědecké rady Univerzity Karlovy, přičemž obě tyto pozice dodnes zastává. V roce 2022 se stal také proděkanem pro vědu a výzkum FSV UK.  

## Výzkum
Veselý se také aktivně podílí na různých projektech týkajících se veřejné a sociální politiky, veřejné správy a společnosti obecně. V lednu 2019 se stal hlavním řešitelem projektu Individuální a kontextuální prediktory postojů k nástrojům veřejných politik organizovaného s podporou Grantové agentury České republiky. Projekt byl dokončen v roce 2022 a zabýval se empirickou analýzou faktorů ovlivňujících postoje k řešení společenských problémů. Stejně tak se Veselý dlouhodobě zúčastňuje zahraničních stáží jak v Evropě, tak v Severní Americe. Mimo jiné, v roce 2019 se stal předsedou externí expertní skupiny pro přípravu materiálu Strategie vzdělávací politiky ČR do roku 2030+. Tento text je klíčovým dokumentem Ministerstva školství, mládeže a tělovýchovy pro rozvoj vzdělávacího systému České republiky v období 2020-2030. Za svůj přínos v oblasti vzdělávání získal Veselý několik ocenění. V roce 2021 mu byla udělena Medaile Ministerstva školství, mládeže a tělovýchovy ČR za dlouhodobou významnou pedagogickou činnost v oblasti školství spojenou se zlepšováním podmínek pro výchovu a vzdělávání v České republice.

### CESES
CESES, jehož je Veselý vedoucím, je interdisciplinární výzkumné a výukové pracoviště rozvíjející teorii, metodologii a praxi zkoumání možných budoucností a uplatnění analýz a prognóz v řídící praxi. Hlavním posláním CESES je definovat a analyzovat společenské problémy. Zejména se zaměřuje na identifikaci klíčových problémů a rozvojových priorit ČR.  Jako jedno z mála výzkumných center na území ČR se snaží poskytovat možná řešení těchto problémů. V rámci svých aktivit rozvíjí též dialog s odborníky, politiky, představiteli veřejné správy, občanského sektoru i se samotnými občany.

### Publikace
Konkrétně Arnošt Veselý se z analýzy a tvorby veřejné politiky soustředí na politiku vzdělávání. Tématu vzdělávací politiky je věnovaná především trilogie vydaná v roce 2006 obsahující publikace: Vybrané problémy vzdělávací politiky, Teorie a nástroje vzdělávací politiky a Vzdělávací politika České republiky v globálním kontextu, v níž společně s Jaroslavem Kalousem popisuje a analyzuje strukturu samostatného českého vzdělávání stejně tak jako globální souvislosti.
Metodám a metodologii analýzy a tvorby veřejné politiky se věnuje například v titulech Analýza a tvorba veřejných politik: přístupy, metody a praxe, Veřejná politika nebo Educational Policy Studies. Tyto tituly jsou zejména vzdělávacího charakteru, a tedy tvoří vhodný teoretický základ pro výuku odpovídajících předmětů na FSV UK. 

## Seznam publikací
- VESELÝ, Arnošt.  Knowledge-driven development : conceptual framework and its application to the Czech Republic. Praha: CESES FSV UK, 2003. 125 s. ISBN 80-239-1794-3
- KALOUS, Jaroslav; MARKOVÁ, Jana; VESELÝ, Arnošt. Kultivace vědění v klíčový faktor produkce. Praha: CESES FSV UK, 2004. 67 s. ISBN 80-254-5050-3
- VESELÝ, Arnošt. Metody a metodologie vymezení problému: (strukturace, definice, modelování a formulace problému v policy analysis). Praha: CESES FSV UK, 2005. 48 s. ISBN 80-254-5030-9
- VESELÝ, Arnošt. Veřejná politika a proces její tvorby. Co je "policy" a jak vznik. Praha: CESES FSV UK, 2005. 43 s. ISBN 80-254-5054-6
- VESELÝ, Arnošt. Teorie a nástroje vzdělávací politiky. Praha: Karolinum, 2006. 172 s. ISBN 80-246-1260-7
- VESELÝ, Arnošt. Vybrané problémy vzdělávací politiky. Praha: Karolinum, 2006. 160 s. ISBN 80-246-1262-3
- VESELÝ, Arnošt. Vzdělávací politika České republiky v globálním kontextu. Praha: Karolinum, 2006. 181 s. ISBN 80-246-1261-5
- KALOUS, Jaroslav; ŠTOČEK, Jiří; VESELÝ, Arnošt. Educational policy studies in the Czech Republic. Plzeň: Vydavatelství a nakladatelství Aleš Čeněk, 2007. 143 s. ISBN 978-80-7380-024-6
- NEKOLA, Martin; VESELÝ, Arnošt. Analýza a tvorba veřejných politik: přístupy, metody a praxe. Praha: Sociologické nakladatelství (SLON), 2007. 407 s. ISBN 978-80-86429-75-5
- VESELÝ, Arnošt. Analýza a tvorba veřejných politik. Praha: Sociologické nakladatelství (SLON), 2008. 407 s. ISBN 978-80-86429-75-5
- VESELÝ, Arnošt. Vymezení a strukturace problému ve veřejné politice. Praha: Karolinum, 2009. 262 s. ISBN 978-80-246-1714-5
- VESELÝ, Arnošt. Nerovnosti ve vzdělávání. Praha: Sociologické nakladatelství (SLON), 2010. 496 s. ISBN 978-80-7419-032-2
- VESELÝ, Arnošt. Riziková budoucnost: Devět scénářů vývoje české společnosti. Praha: MatfyzPress, 2010. 93 s. ISBN 978-80-87806-03-6
- VESELÝ, Arnošt. Celoplošné zlepšení vzdělávacího systému. Praha: Univerzita Karlova v Praze, Fakulta sociálních věd, 2014. 34 s. ISBN 978-80-87404-51-5
- VESELÝ, Arnošt. Nástroje a opatření ve veřejné politice. Praha: Politologická revue. 2019. 24 s. ISSN 1211-0353
- VESELÝ, Arnošt. Autonomy of policy instrument attitudes: Concept, theory and evidence. Policy Sciences, 2021. 15 s. ISSN 0032-2687
- VESELÝ, Arnošt. Střední článek ve vzdělávání: vymezení pojmu, přístupy a implikace pro vzdělávací politiku. Orbis Scholae. 2021. 19 s. ISSN 1802-4637
- VESELÝ, Arnošt; VESELÁ HIEKISCHOVÁ, Michaela. Budoucnost vzdělávání v kontextu světa práce: Jak hluboké a široké má vzdělávání být?. Praha: SO ČBK, 2022. ISBN 978-80-11-02376-8
- VESELÝ, Arnošt; SOUKUP, Petr. The Effect of Academic Discipline on Policy Attitudes: The Case of Czech University Students. Budapest: The NISPAcee Journal of Public Administration and Policy. 2022. 27 s. ISSN 1337-9038

Arnošt Veselý vydal velké množství dalších publikací, zejména v rámci vědeckých článků při svém působení na CESES .